# Równina Goleniowska
Równina Goleniowska (313.25) – mezoregion fizycznogeograficzny w północno-zachodniej Polsce, będący częścią Pobrzeża Szczecińskiego, w województwie zachodniopomorskim.
Równina Goleniowska to typ krajobrazu równinnego, utworzonego w wyniku akumulacji rzecznej i lodowcowej. Znajdują się tutaj tarasy wydmowe oraz kilka ostańców morenowych (Góra Lotnika, Wzgórze Wypłosze), pagórków oraz wałów wydmowych. Gleby bielicowe, niewiele jezior (Czerńsko, Przybiernowskie). W południowej części przecięta doliną Iny i jej dopływami: Wisełką i Wiśniówką, w części północnej przecinają ją m.in. Gowienica i Wołczenica. Większość obszaru Równiny Goleniowskiej jest porośnięta lasami Puszczy Goleniowskiej, borami sosnowymi, przystosowanymi do trudnych warunków glebowych. W południowej części znajdują się liczne torfowiska leśne i łąkowe (eksploatacja torfu), dalej na północ eksploatuje się piaski i żwiry.
Równina obejmuje swoim zasięgiem tereny gmin: Kobylanka, Stargard, Goleniów, miasto Szczecin, Stepnica, Przybiernów, Golczewo i Wolin. Największe miasta lub miejscowości leżące na jej terenie lub na skraju to (od południa): Kobylanka, Reptowo, Sowno, Kliniska Wielkie, Goleniów, Miękowo, Łożnica, Przybiernów, Żarnowo, Wysoka Kamieńska, Recław. Są to tereny w większości leśne, przez co atrakcyjne turystycznie (turystyka piesza, rowerowa, szlaki kajakowe, grzyby, jagody, myślistwo). Przez teren równiny biegnie droga krajowa nr 3. Głównym i jedynym miastem jest Goleniów, od którego wzięła swoją nazwę.